# Leandro Maria Alves
Leandro Maria Alves (Ermera, 10 de maio de 1974) é um prelado timorense da Igreja Católica, atual  bispo de Baucau.

## Biografia
Frequentou o Seminário de Kupang, na Indonésia, e, posteriormente, continuou a sua formação no Seminário Maior de Évora, em Portugal, obtendo o bacharelado em teologia na Faculdade de Teologia da Universidade Católica Portuguesa.
Foi ordenado presbítero em 8 de dezembro de 2006 para trabalhar na Diocese de Díli.
Foi pároco adjunto da Catedral da Imaculada Conceição de Díli em duas ocasiões, entre 2006 e 2007 e entre 2017 e 2019. Também foi formador no Seminário Maior de São Pedro e São Paulo entre 2008 e 2011, diretor da fundação diocesana de São Paulo em Díli e diretor executivo da Comissão Nacional de Educação Católica de Timor-Leste da Conferência Episcopal Timorense entre 2009 e 2014. Entre 2010 e 2012, foi o secretário do conselho presbiteral diocesano de Díli e, entre 2011 e 2014, o Reitor do Seminário Menor Diocesano Nossa Senhora de Fátima de Díli e diretor da Escola Secundária Católica anexa.
Obteve a licenciatura em teologia dogmática na Pontifícia Universidade Urbaniana, em Roma, onde estudou entre 2014 e 2017. Quando retornou, foi presidente da Comissão de Garantia da Qualidade dos Estudos do Instituto Superior de Filosofia e Teologia Dom Jaime Garcia Goulart (ISFIT) da Conferência Episcopal Timorense, cargo que exerceu até 2020 e tornou-se professor de Teologia Dogmática no ISFIT em Díli e Secretário Executivo da Conferência Episcopal Timorense (CET). Entre 2019 e 2023, foi Presidente da União do Clero da Arquidiocese de Díli. Em 2020, foi nomeado como administrador paroquial da Catedral, da qual tornou-se pároco em 2023.
Em 26 de abril de 2023 foi nomeado pelo Papa Francisco como bispo de Baucau. Foi consagrado em 21 de julho seguinte, na Catedral de Baucau, pelo cardeal arcebispo de Díli, Dom Virgílio do Carmo da Silva, S.D.B., coadjuvado por Dom Norberto do Amaral, bispo de Maliana e por Charles Victor Emmanuel Gauci, bispo de Darwin.